# Windsurf World Cup Sylt

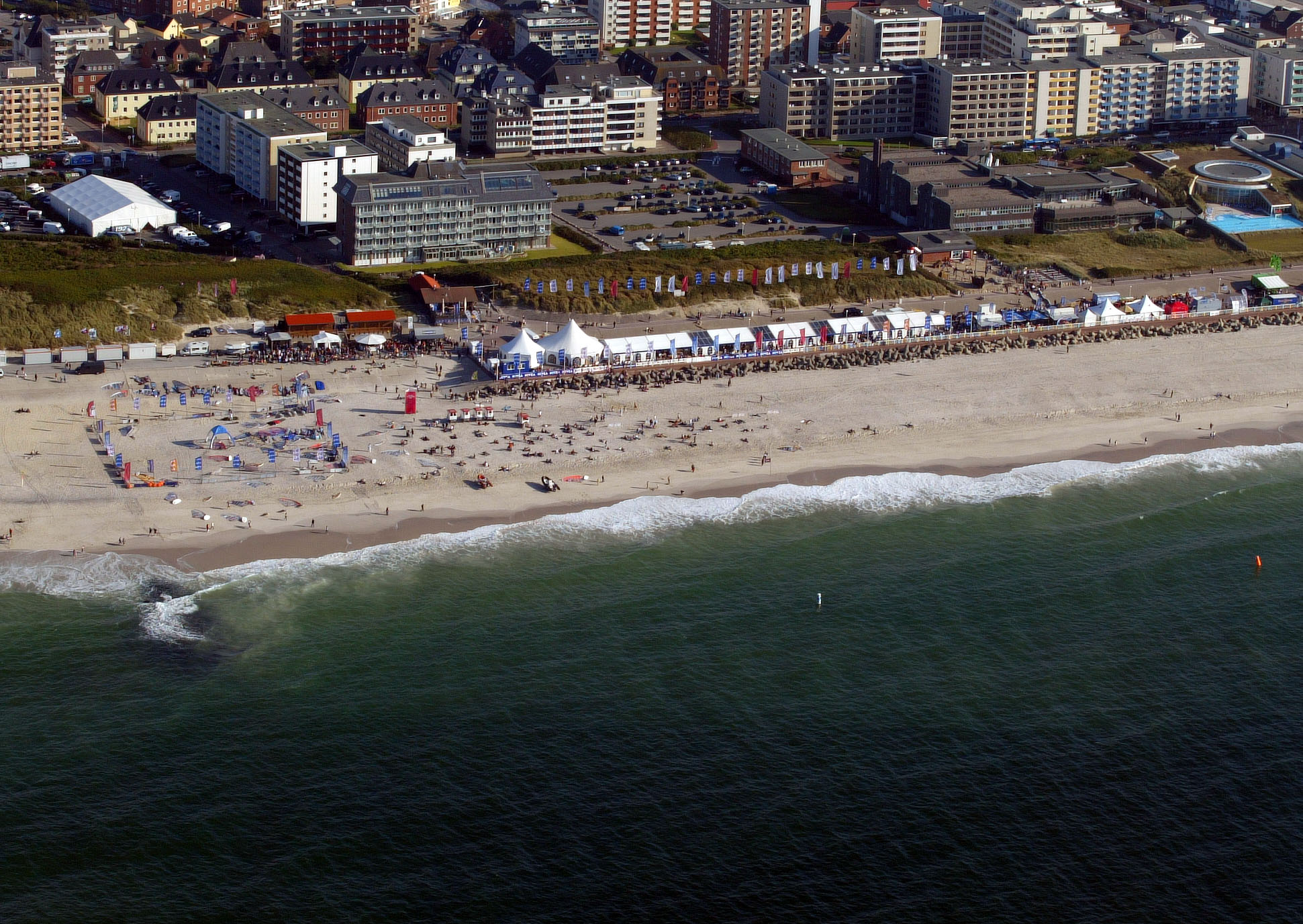
Der World Cup Sylt am Brandenburger Strand, 2006

Der Windsurf World Cup Sylt ist mit mehr als 200.000 Zuschauern der weltweit größte und mit bis zu 120.000 Euro der höchstdotierte Wettkampf der Windsurf-Profis auf der Worldtour der Professional Windsurfers Association. Er findet seit 1984 jährlich jeweils Ende September in Westerland am Brandenburger Strand statt.

## Geschichte
Zu Beginn der 1980er Jahre sorgte Jürgen Hönscheid als erster Profi-Windsurfer aus Deutschland für einen Windsurf-Boom auf Sylt. Er schaffte 1983 die Voraussetzungen für den ersten Profi-Wettbewerb am Brandenburger Strand, an dem Matthias Neumann, der von 1990 bis 2023 für die Durchführung der Veranstaltung verantwortlich gewesen ist, noch als Aktiver teilgenommen hat.
Viele Jahre dominierte Robby Naish das professionelle Windsurfen und damit auch den Windsurf World Cup vor Sylt. Er holte sich von 1984 bis 1987 den Gesamtsieg. Ab 1986 lieferte ihm der für Spanien startende Niederländer Björn Dunkerbeck ein zehn Jahre andauerndes Duell.
1990 wurden erstmals über 100.000 Zuschauer am Brandenburger Strand gezählt. Ein Jahr später stieg das Preisgeld erstmals auf 100.000 US-Dollar und das Event Radio ging auf Sendung. Als 1992 wegen des anhaltend leichten Ostwindes keine Wettbewerbe ausgetragen werden konnten, wurde das Geschehen am letzten Tag nach List auf Sylt verlegt, um dort einen Slalom-Wertungslauf durchzuführen. Da ein Verkehrschaos durch die anreisenden Zuschauermassen drohte, wurde der Wettbewerb live an den Brandenburger Strand übertragen.
1994 traten 96 Teilnehmer aus 22 Nationen in Sylt an und das Preisgeld erreichte 150.000 US-Dollar. Im gleichen Jahr konnte Naish den Event zum letzten Mal gewinnen. 1995 wurde der Windsurf World Cup Sylt zum Grand Slam.
2001 sollte der World Cup um einen Tag verlängert werden, da eine Flaute eine Wertungen während der regulären Eventdauer verhindert hatte und für den folgenden Tag gute Windbedingungen für den Wave-Contest vorhergesagt wurden. Da die Regularien eine Verlängerung generell nicht vorsehen, musste die PWA diesem Vorschlag zustimmen.
2005 besuchten 170.000 Zuschauer den Windsurf World Cup Sylt, bei dem Bjørn Dunkerbeck zum 34. Mal Windsurf-Weltmeister wurde. 2007 feierte der Freestyle-Wettbewerb seine Premiere auf Sylt und Marcilio Browne beendete die Saison mit seinem ersten Freestyle-Weltmeistertitel.
2011 fand aufgrund der sonnigen, aber nahezu windstillen Wetterlage in keiner der drei Disziplinen eine Wertung statt. Gleichzeitig führte ebendiese Wetterlage mit 230.000 Besuchern zu einem Rekord. Auf dem Wasser sorgten Tow-in-Sessions der Freestyler, Stehpaddel-Contests und eine Tow-In Night Surf Session für Unterhaltung. Von 2005 bis 2012 wurde auf Sylt das PWA-World Tour Weltmeisterschaftsfinale ausgetragen und die Sieger aller drei Disziplinen gekürt. 2013 folgen für die Disziplin Wave zwei weitere Events. 2012 reisten 132 Starter aus 28 Nationen nach Westerland. 2013 haben sich 149 Starter aus 34 Nationen beim Windsurf World Cup Sylt registriert und mit 235.000 Besuchern konnte auch hier ein neuer Höchstwert erreicht werden. 2016 fand als World Cup Premiere bei leichtem Wind das erste Foil-Windsurf-Rennen der Herren statt, das Alexandre Cousin für sich entscheiden konnte.

## Disziplinen
Der Windsurf World Cup Sylt ist die einzige Veranstaltung der Serie, bei der alle drei PWA-Disziplinen und seit 2017 Foil (Herren) ausgetragen werden und somit ein „Super Grand Slam“.
In der Disziplin Wave (dt.: Wellenreiten) werden sowohl die Sprünge über die Wellen, als auch das Abreiten der Wellen durch Kampfrichter bewertet. Entscheidend sind Höhe, Rotation und die Landung der Sprünge, sowie die Technik und die Dauer der Wellenritte. Pro Lauf („Heat“) treten zwei Teilnehmer gegeneinander an. Jeder Heat dauert gemäß den PWA-Regeln und nach Vorgabe der Kampfrichter zwischen acht und fünfzehn Minuten. Diese Disziplin wird ab 4 Windstärken und entsprechendem Wellengang durchgeführt.
Beim Freestyle bewerten bis zu fünf Kampfrichter die Vielfalt, Originalität und Ausführung artistischer Elemente wie Loopings, Drehungen und Sprünge.
In der Disziplin Slalom 42 (früher Race) muss ein mit Bojen markierter Kurs umrundet werden. Bis zu 10 Fahrer treten gleichzeitig mit einem fliegenden Start gegen die Uhr an. Die vier besten Fahrer schaffen es in die nächste Runde. Diese Disziplin kann bereits ab einer Windgeschwindigkeit von sieben Knoten ausgetragen werden. Dass das Material für den Erfolg eine entscheidende Rolle spielt, zeigt der Namenszusatz „42“. Die Rennregeln schreiben vor, dass sich jeder Teilnehmer vor dem Start auf 4-Segel und 2-Surfbretter festlegen muss.

## Hintergrund

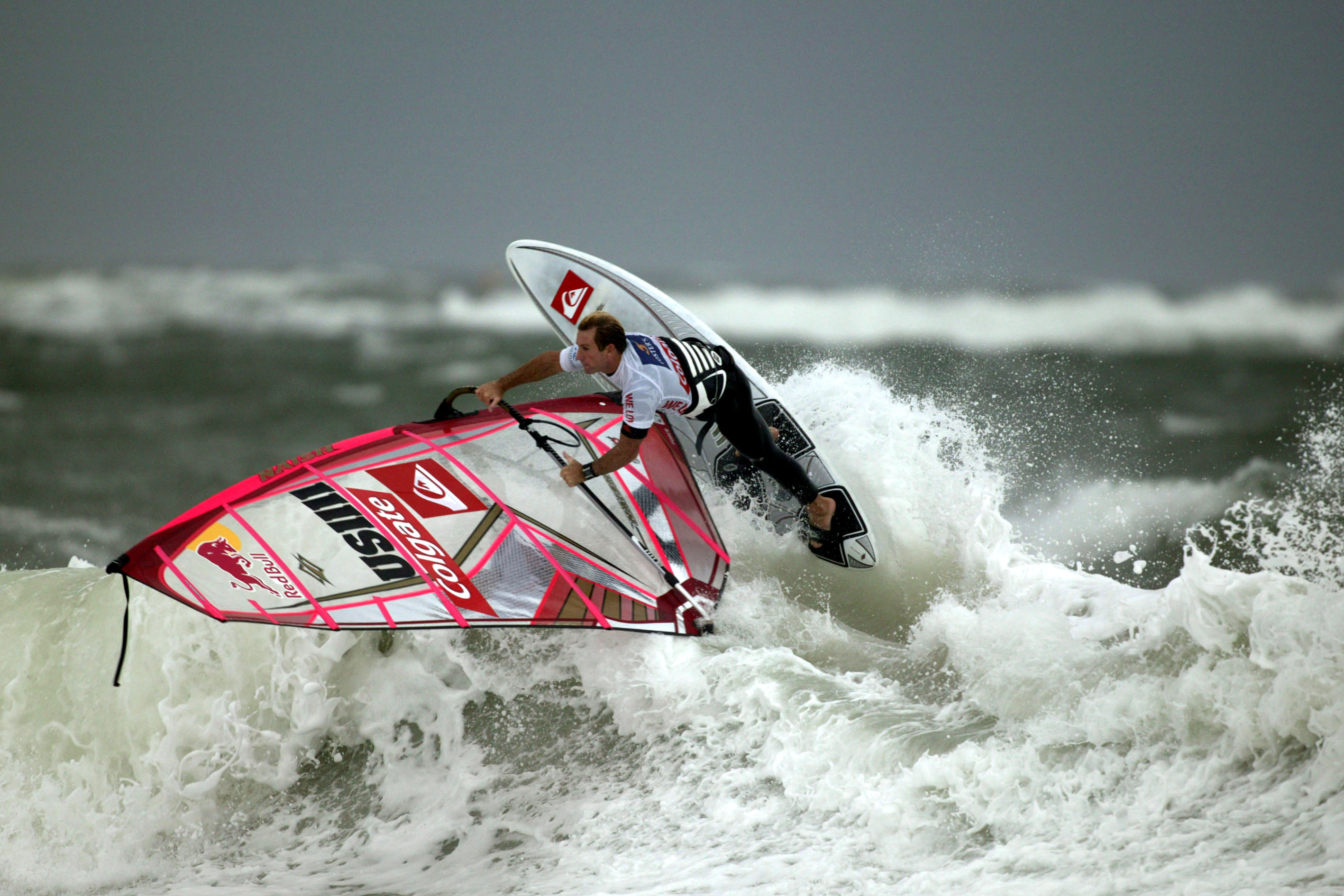
Robby Naish vor Sylt, 2006

Um den 10-tägigen Wettbewerb sammt Rahmenprogramm und das höchste Preisgeld der PWA-Worldtour sicherstellen zu können, ist die finanzielle Unterstützung durch lokale und überregionale Sponsoren notwendig. Von 2006 bis 2011 war der multinationale Konzern Colgate-Palmolive Hauptsponsor und Namensgeber der Veranstaltung. Von 2011 bis 2012 war Reno Titelsponsor, der 2013 im 30. Jubiläumsjahr von GP JOULE, ab 2016 von Mercedes-Benz und seit 2024 von Citroën abgelöst wurde.
Die Ausrüstung der Teilnehmer wird zusammen mit dem Event-Material zentral am Hamburger Flughafen gesammelt und mit mehr als 35 Sattelzügen nach Sylt transportiert. Im Schnitt bringt jeder Sportler 200 kg auf die Insel. Auf dem 360 Meter breiten Eventgelände werden von rund 100 Helfern innerhalb von 10 Tagen das Hauptzelt, 54 Stände und 44 kleinere Zelte aufgebaut sowie 5 km Stromkabel verlegt.
Am Morgen jedes Wettkampftages legt der Race Director anhand der Wetterbedingungen beim so genannten Skippersmeeting fest, welche Wettbewerbe an diesem Tag ausgefahren werden. Der Start erfolgt nicht vor 8:30 Uhr. Die Wettkämpfe dauern in der Regel bis 17 Uhr, je nach Wetter- und Sichtbedingungen aber auch länger.
2008 fand als PWA-Weltpremiere die Night Surf Session bei Flutlicht statt, die von Robby Naish und Kai Lenny live im aktuellen sportstudio kommentiert wurde. 2009 musste die Night Surf Session aufgrund des extrem stürmischen Wetters aus Sicherheitsgründen abgesagt werden. Am letzten Sonntag des Wettbewerbes findet eine Expression Session statt, die nicht in die PWA Wertung eingeht. Sie dient vor allem zur Unterhaltung der Zuschauer und bietet jedem Teilnehmer, egal in welcher Disziplin er gemeldet ist, die Möglichkeit, sich im Vergleich zu anderen zu zeigen.
Das Rahmenprogramm findet täglich von 10 bis 18 Uhr auf der Kurpromenade statt. In der „Boxengasse“ präsentieren verschiedene Ausstatter ihre Produkte, die man direkt vor Ort testen kann und laden zum Meet and Greet mit den Teamfahren ein.
Das Surf Radio Westerland informiert täglich ab 10 Uhr über alles, was während eines World Cup Tages passiert. Die Open Hour-Party findet im großen Veranstaltungszelt ab 18 Uhr statt und beendet das offizielle Tagesprogramm.

## Impressionen

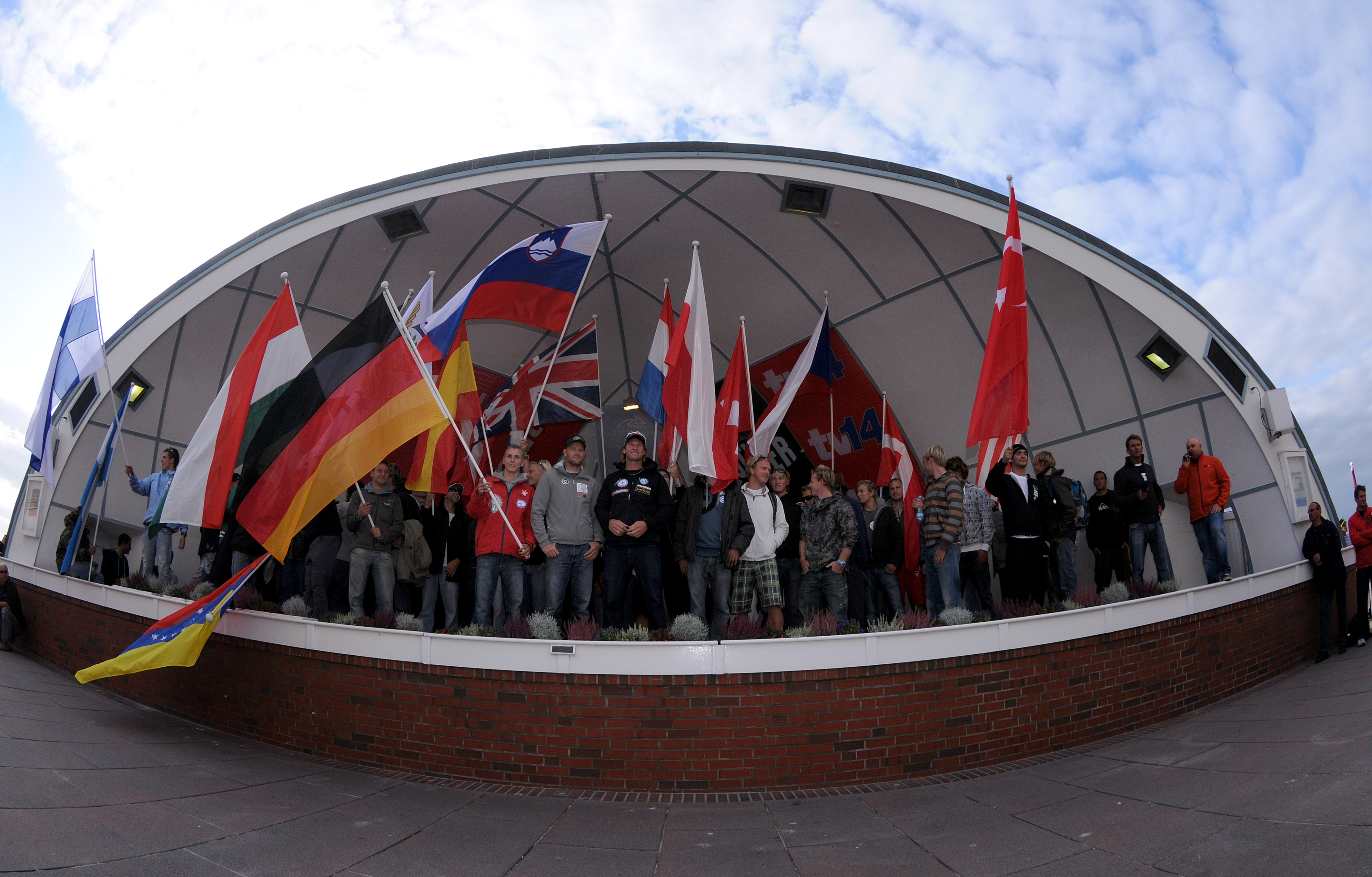
Einzug der Nationen
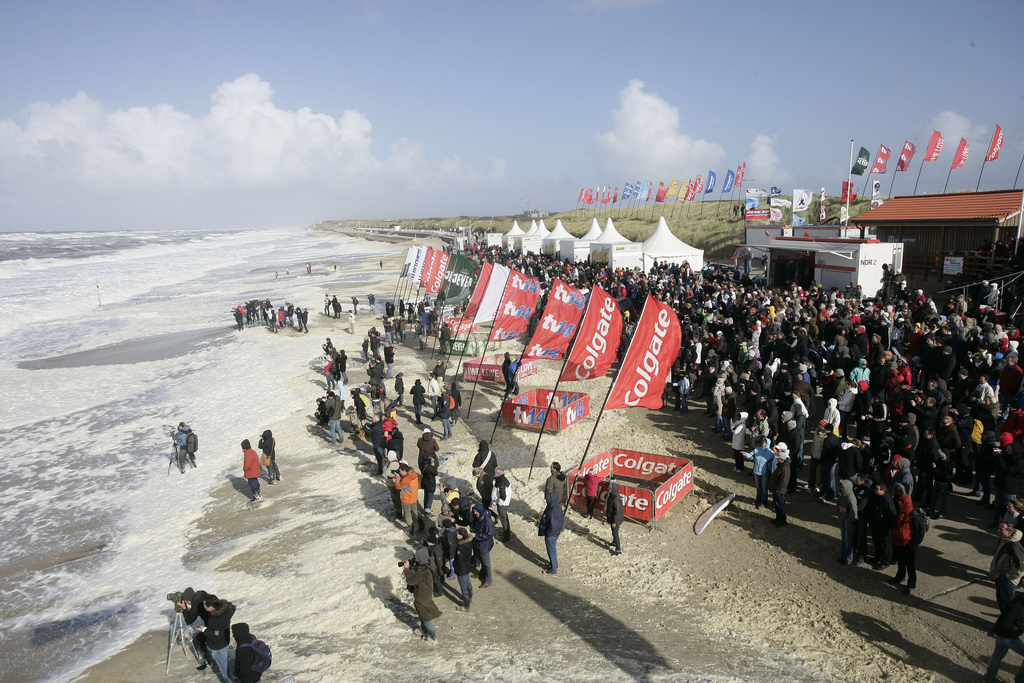
Competition Area, Brandenburger Strand
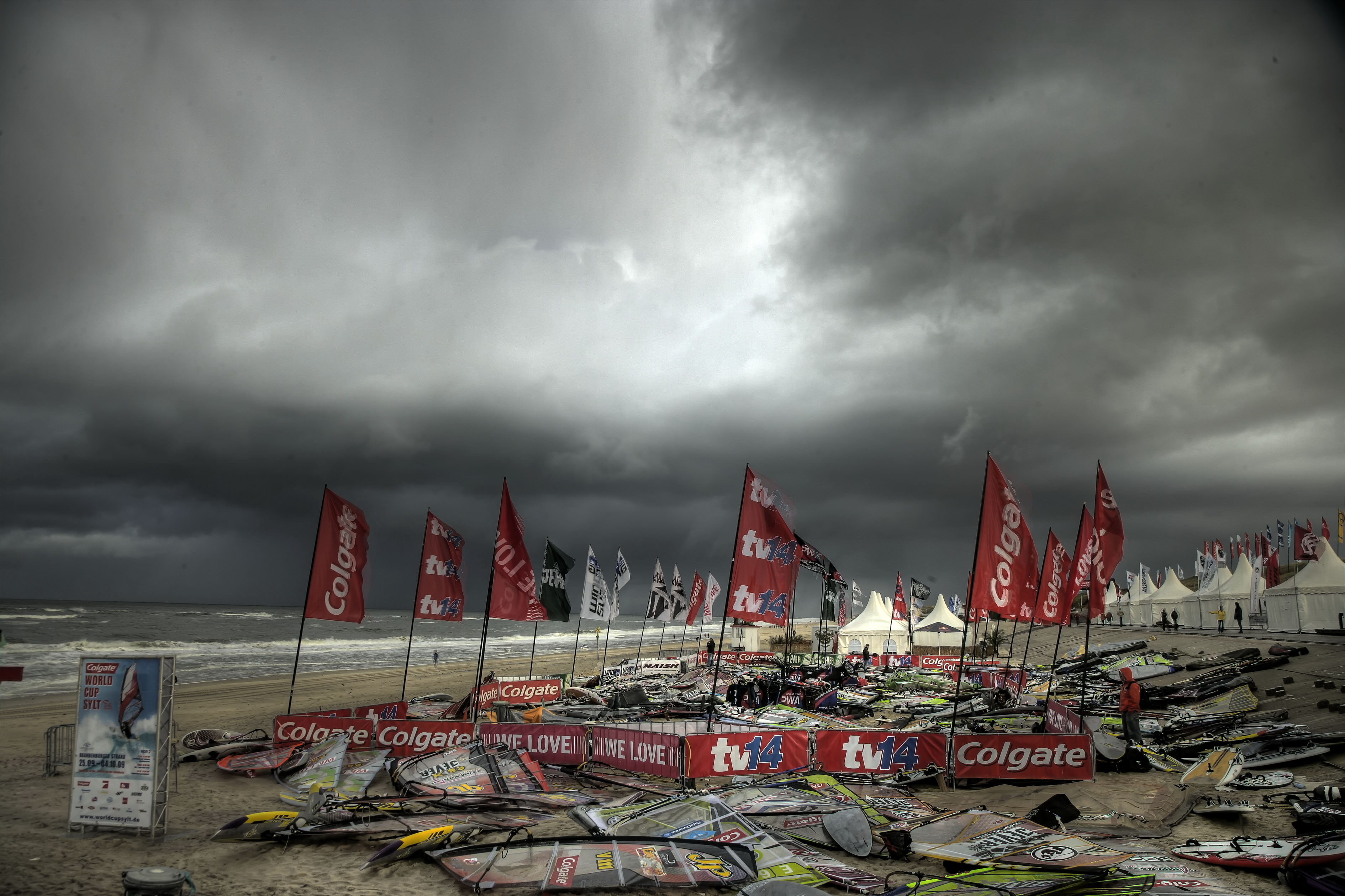
Ruhe vor dem Sturm, Boxengasse und Materiallager
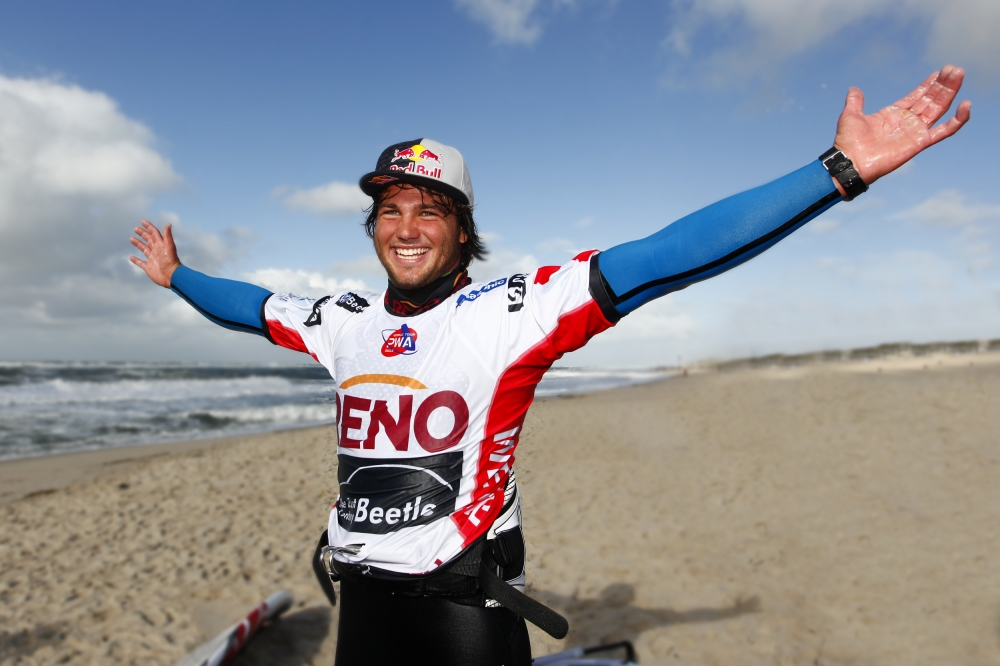
Philip Köster
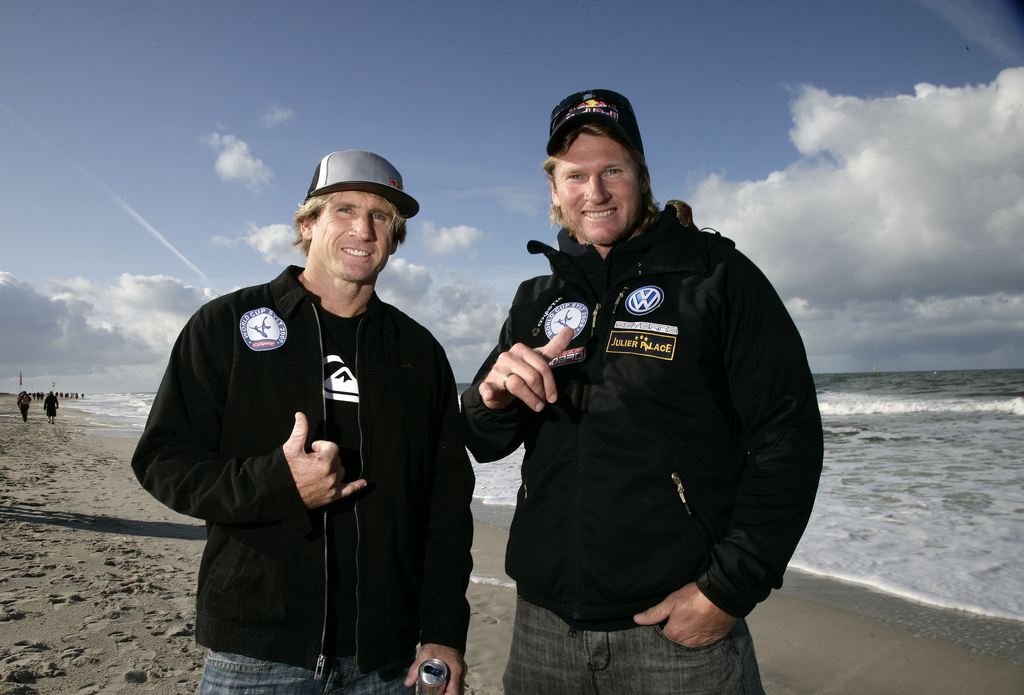
Robby Naish & Bjørn Dunkerbeck
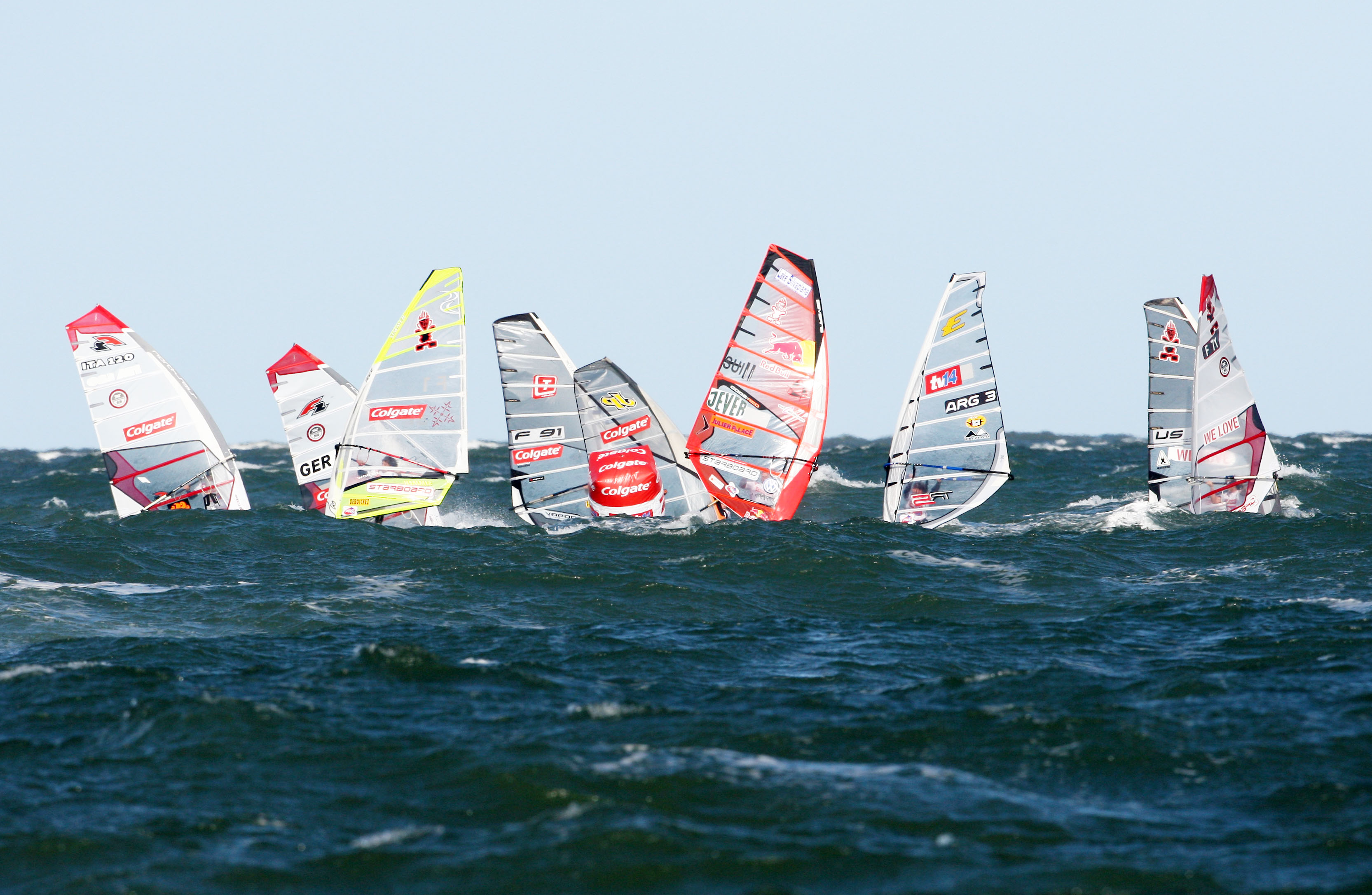
Slalom 42
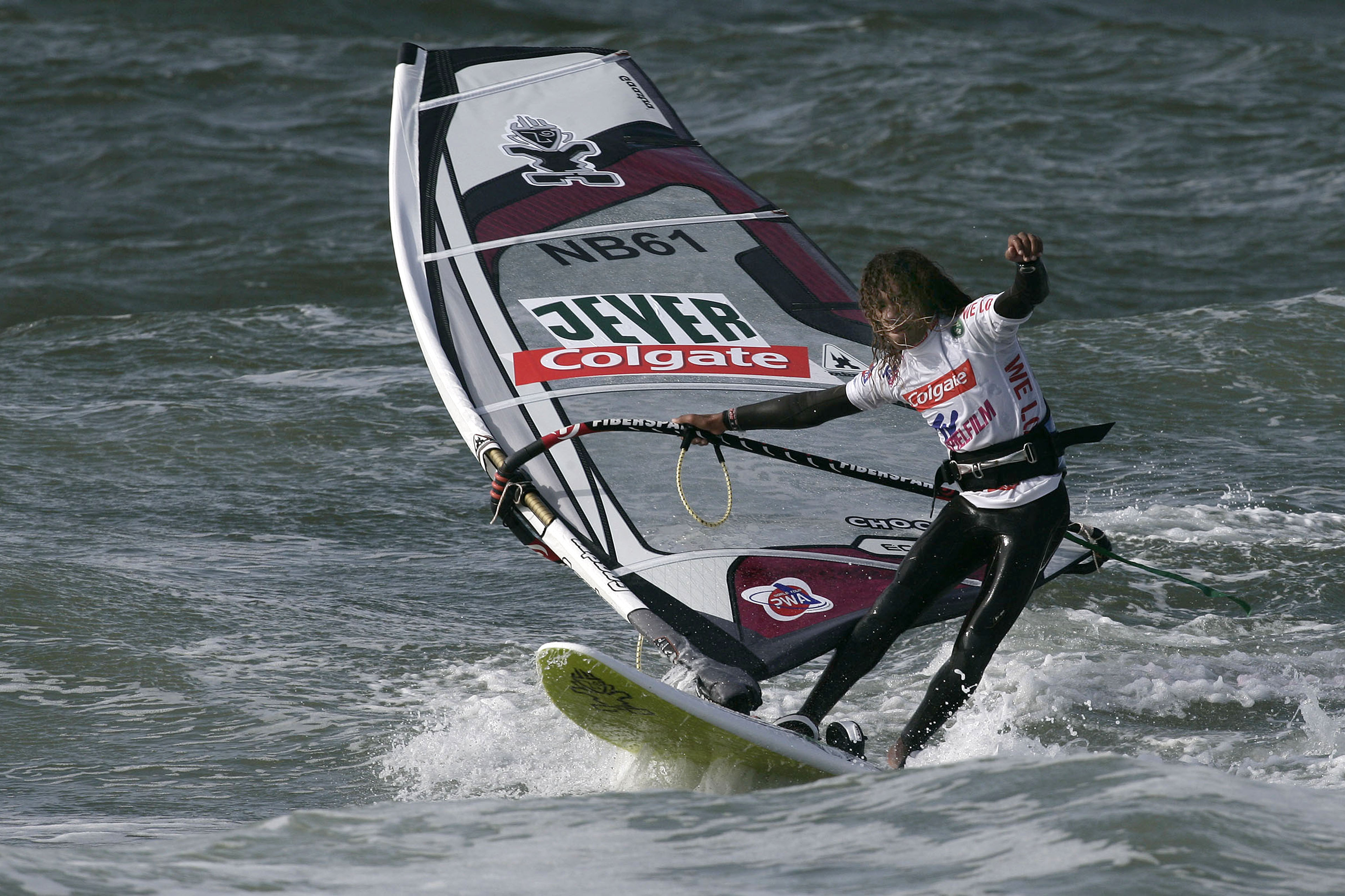
Kiri Thode (freestyle)
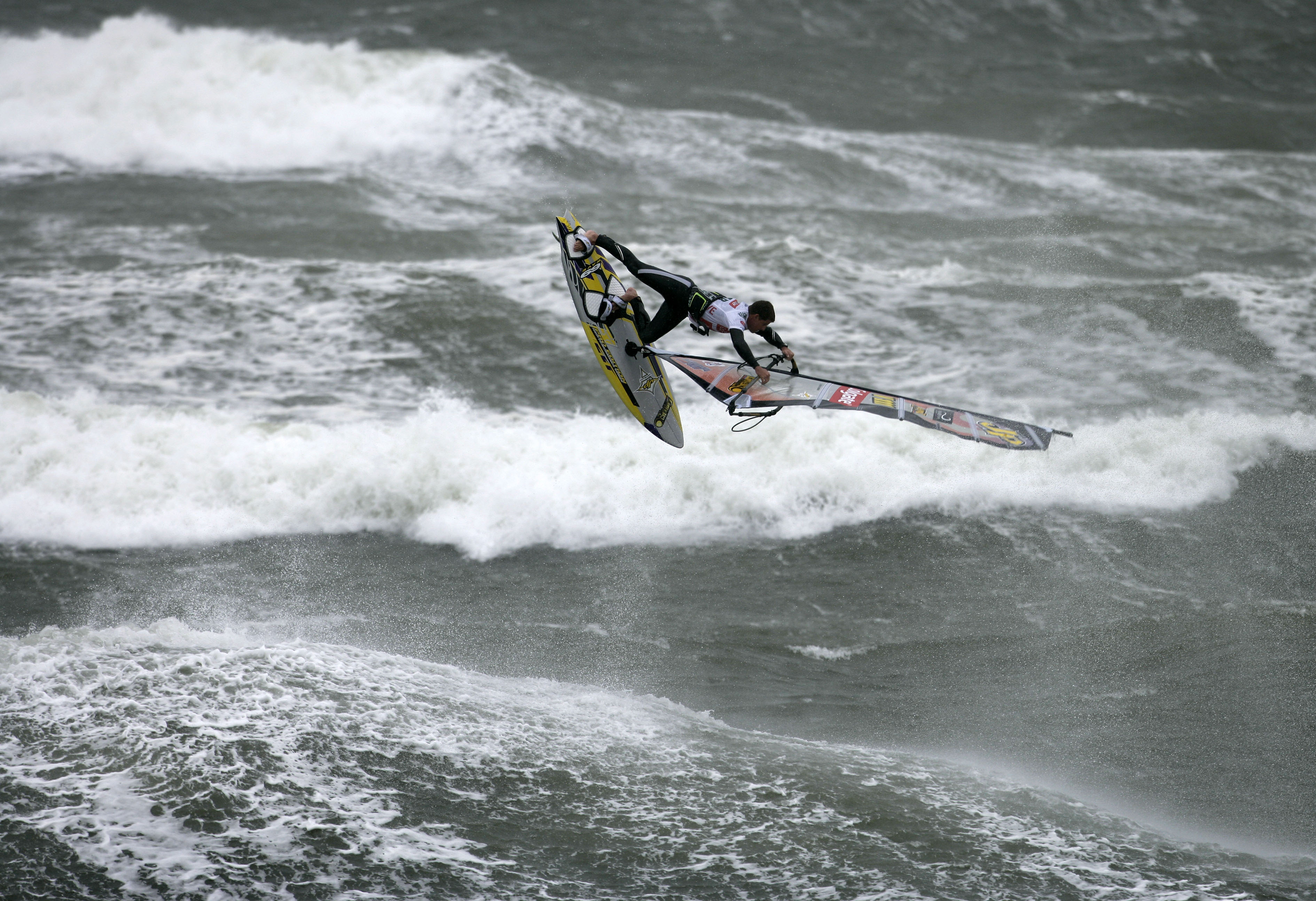
Sprung (freestyle)
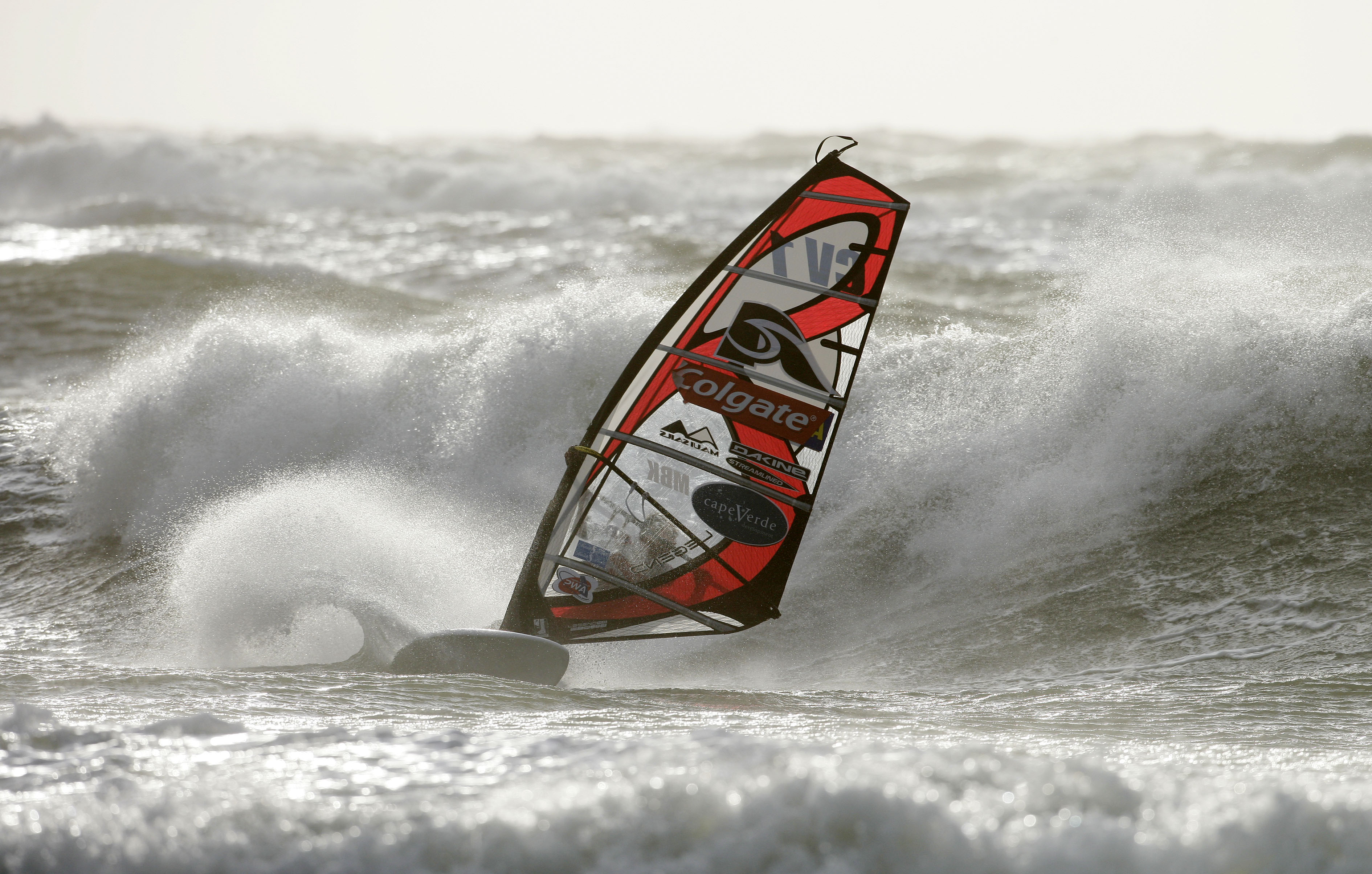
Josh Angulo (wave)
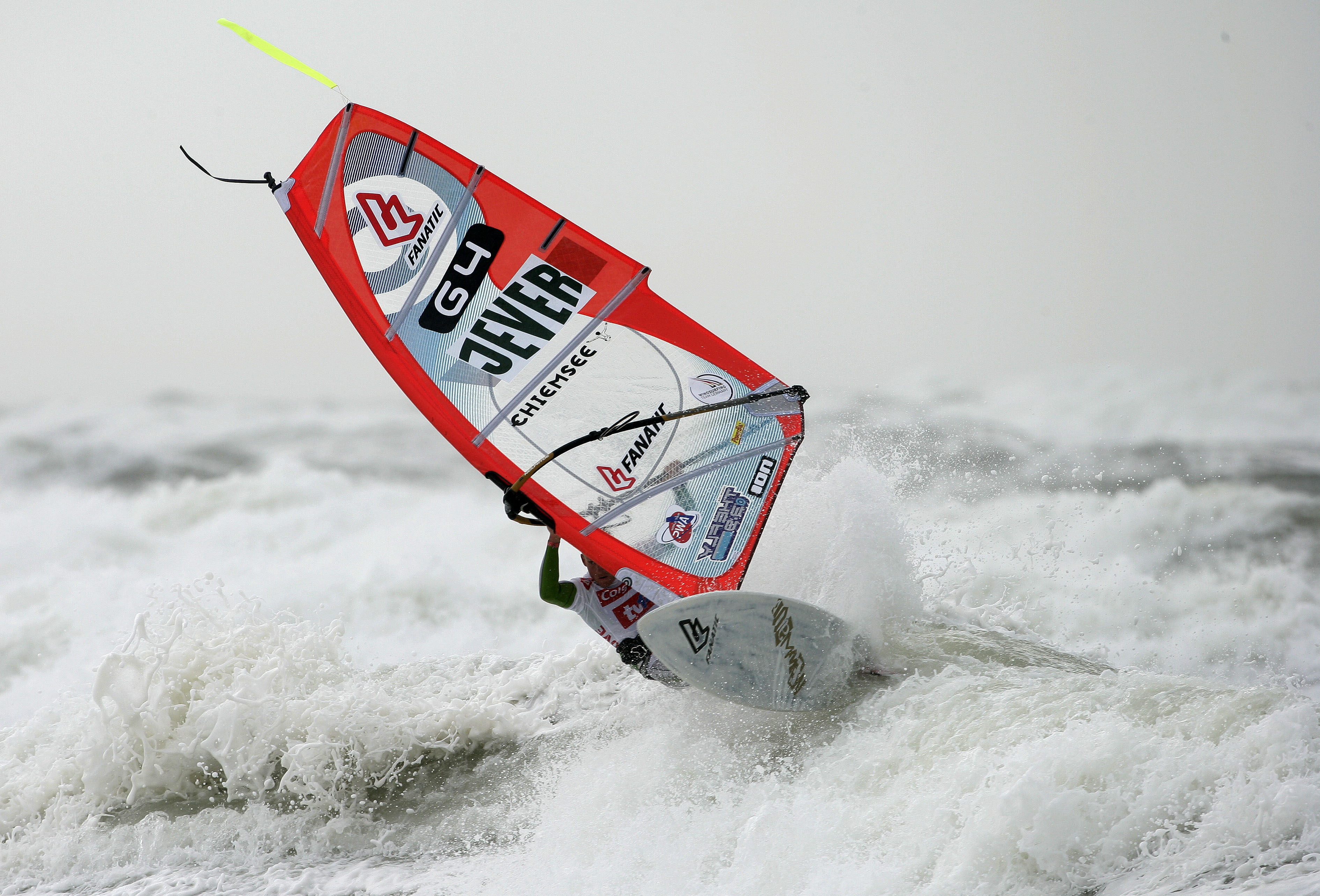
Klaas Voget (wave)
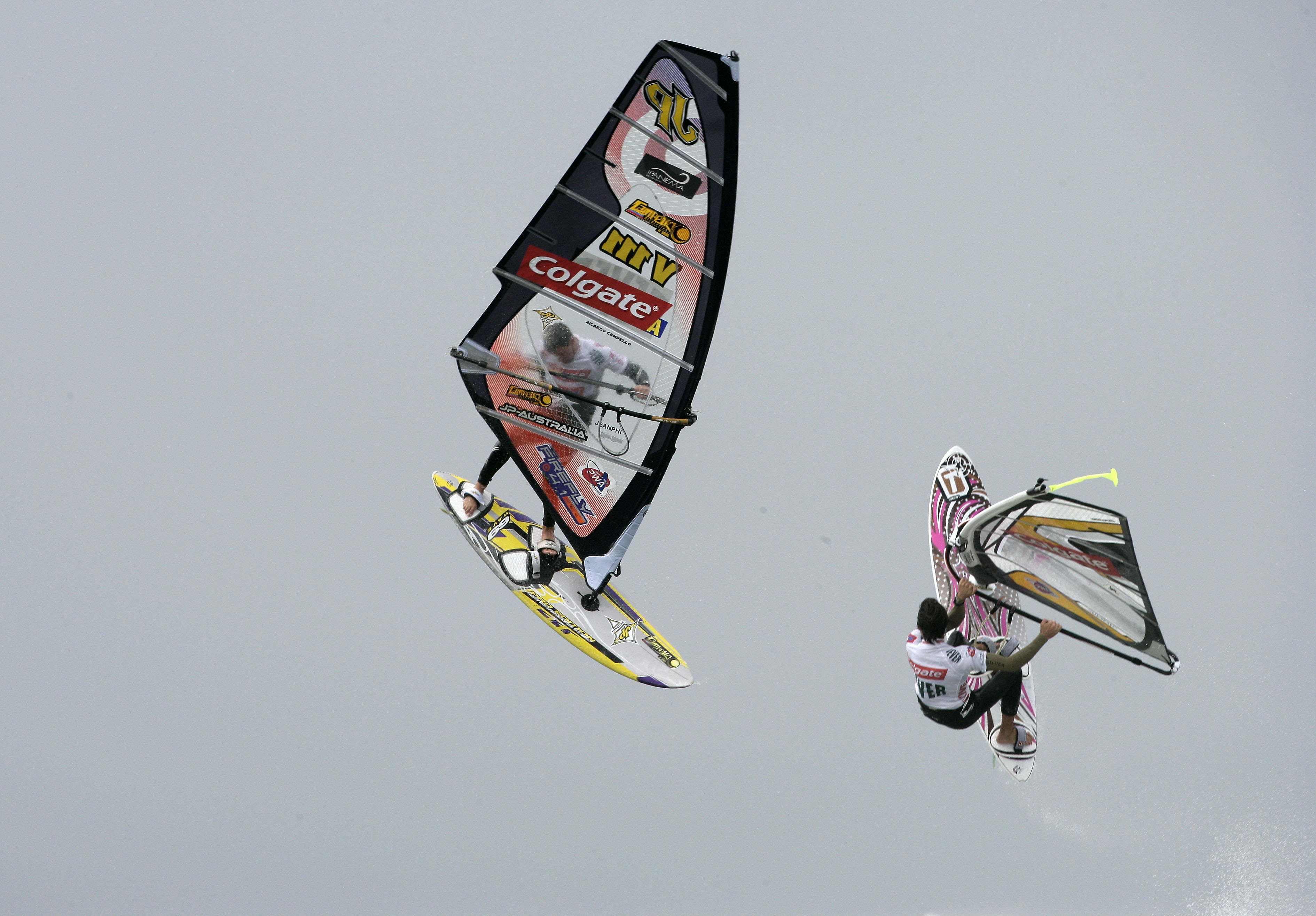
Sprünge (wave)
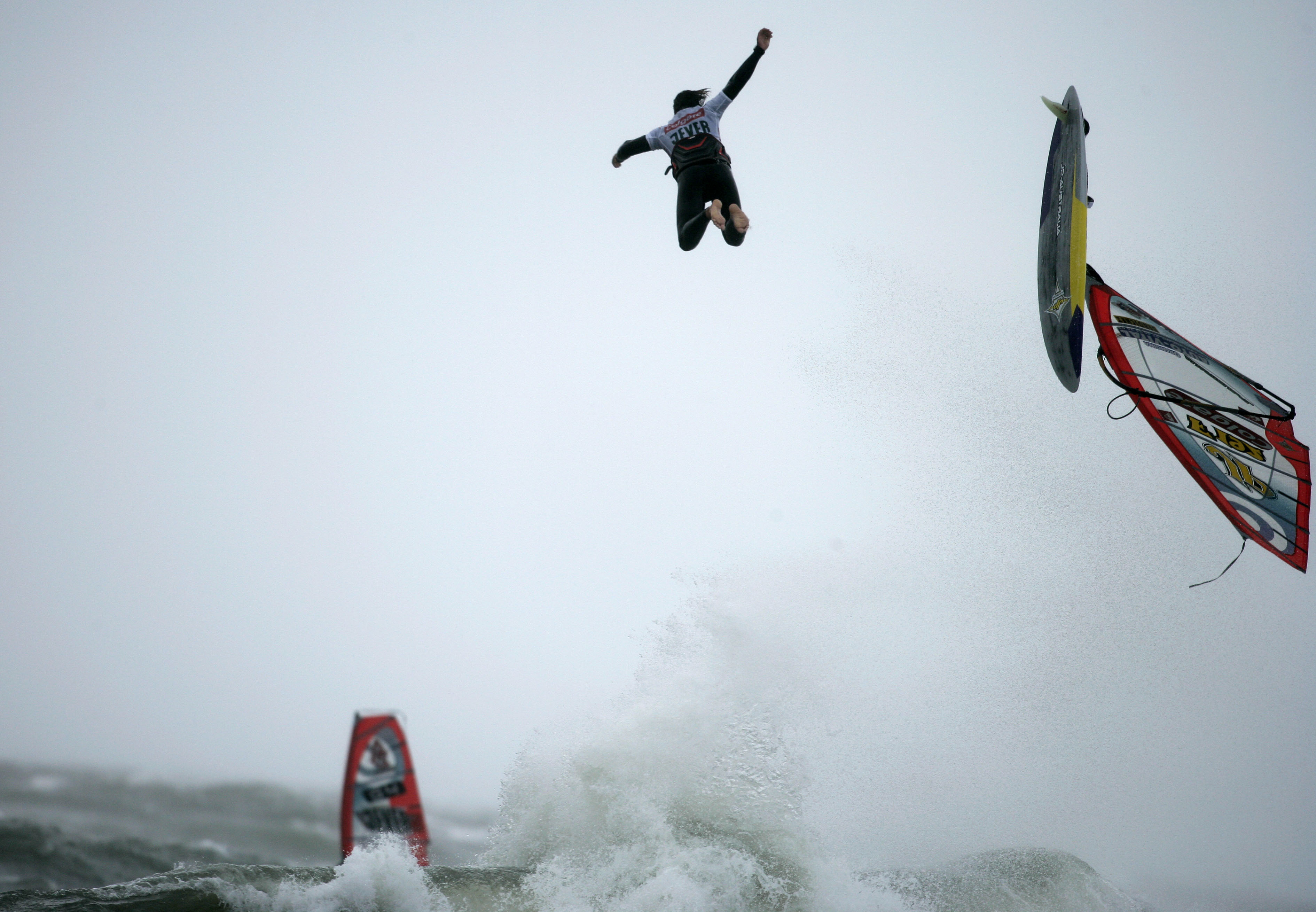
Freiflug für Antoine Albeau (wave)
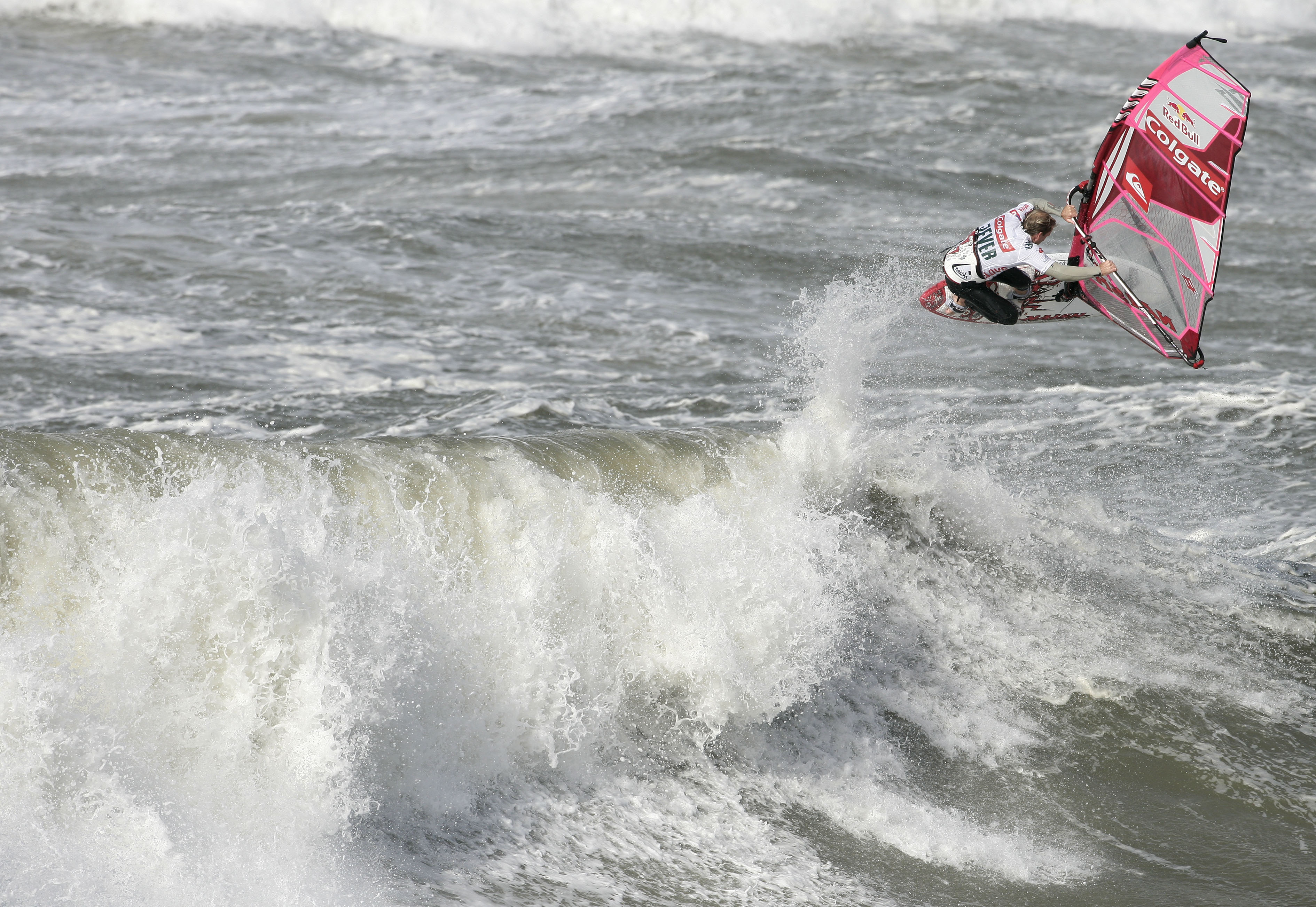
Robby Naish, Expression Session
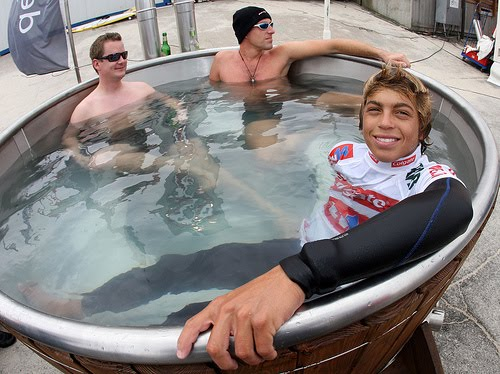
Herbst auf Sylt: Aufwärmen im Jacuzzi
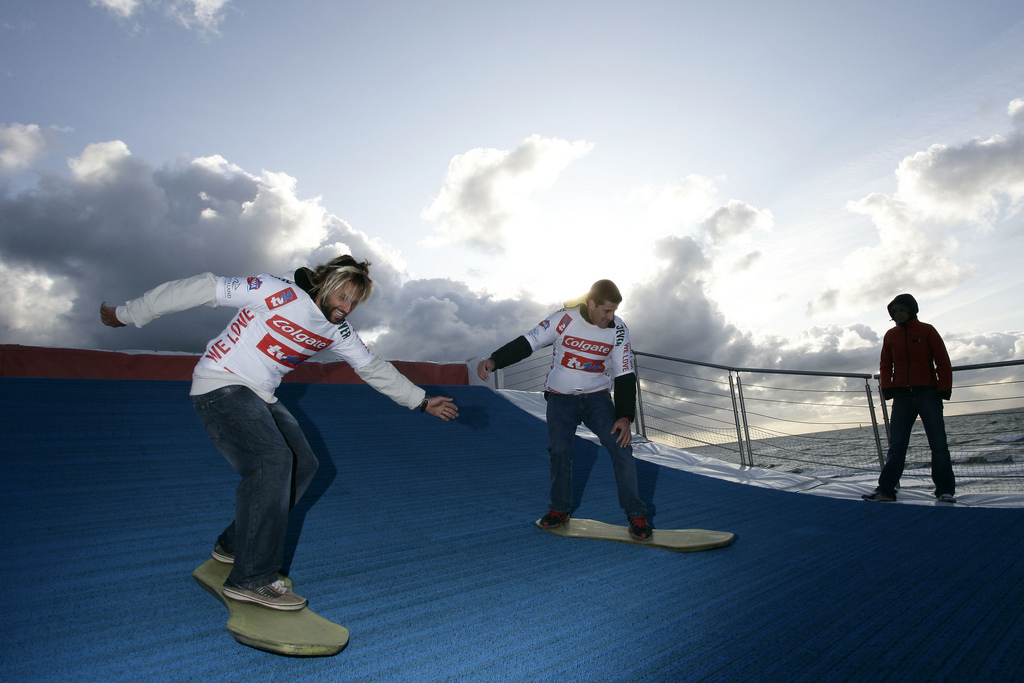
Teilnehmer in der Citiwave
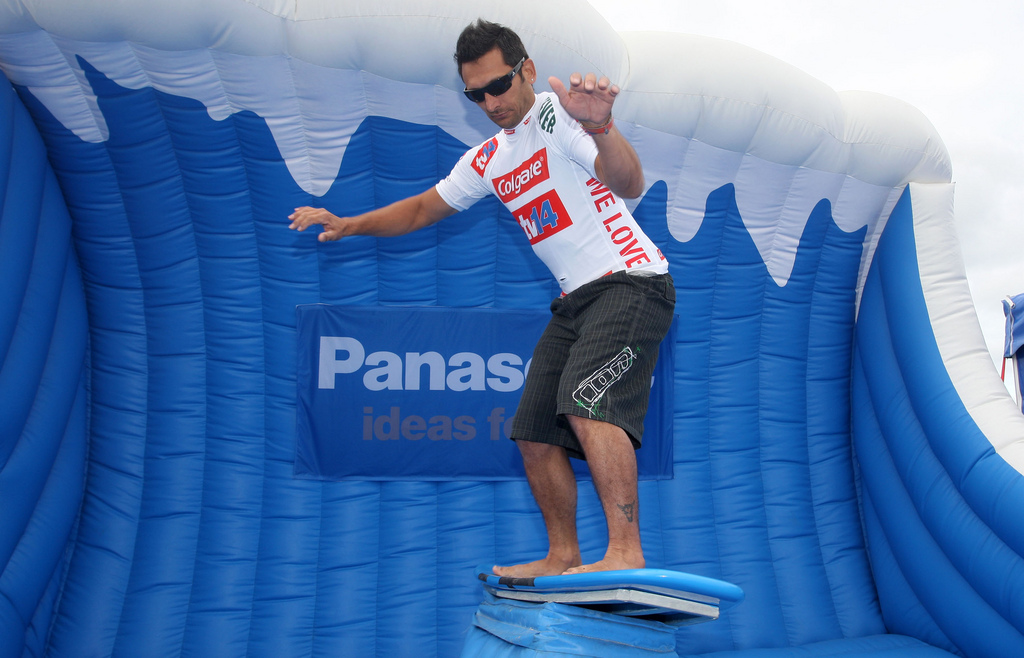
und im Surfsimulator
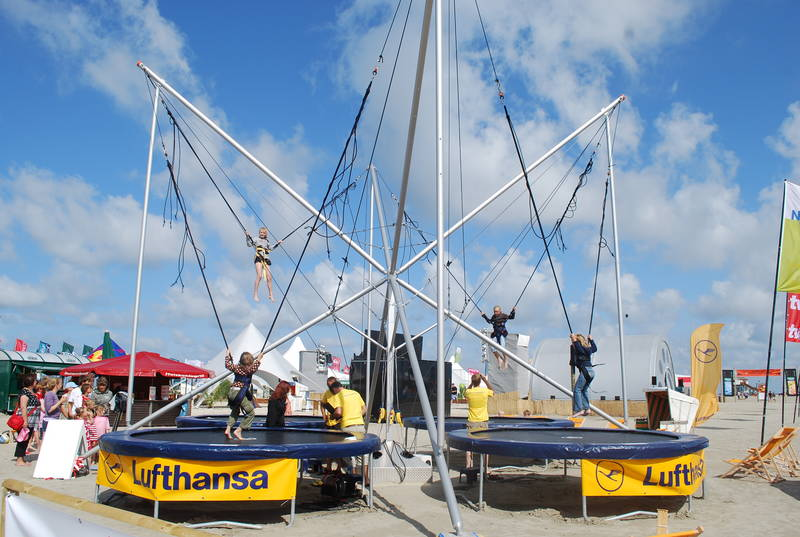
Quattro-High-Jump

## Liste der Sieger
2000 und 2011 erreichte der Wind über die gesamte Veranstaltungsdauer nicht die notwendige Stärke, um einen der Wettbewerbe austragen zu können („ohne Wertung“). Teilweise entfallen einzelne Disziplinen wegen unzureichenden Bedingungen. Insbesondere kann das Waveriding nur bei ausreichender Wellenhöhe durchgeführt werden. 2020 und 2021 wurde die Veranstaltung aufgrund der COVID-19-Pandemie abgesagt.
| Jahr | Damen | Herren |
| ---- | --- | --- |
| 2024 | Sarah-Quita Offringa (Wave) Justine Lemeteyer (Foil Slalom)                                              | Marc Paré (Wave) Johan Søe (Foil Slalom) Lennart Neubauer (Freestyle)                                                          |
| 2023 | Marine Hunter (Wave)                                                                                     | Beim Wave Wettbewerb der Herren wurde nur die erste Runde ausgefahren Amado Vrieswijk (Slalom 42) Lennart Neubauer (Freestyle) |
| 2022 | Sarah-Quita Offringa (Wave)                                                                              | Philip Köster (Wave) Amado Vrieswijk (Slalom 42) Adrien Bosson (Freestyle)                                                     |
| 2021 | abgesagt                                                                                                 | abgesagt |
| 2020 | abgesagt                                                                                                 | abgesagt |
| 2019 | Sarah-Quita Offringa (Wave)                                                                              | Thomas Traversa (Wave) Amado Vrieswijk (Freestyle) Nicolas Goyard (Foil)                                                       |
| 2018 | Sarah-Quita Offringa (Wave)                                                                              | Thomas Traversa (Wave) Pierre Mortefon (Slalom 42) José Gollito Estredo (Freestyle) Matteo Iachino (Foil)                      |
| 2017 | Iballa Ruano Moreno (Wave)                                                                               | Víctor Fernández López (Wave) Marco Lang (Slalom 42) Gollito Estredo (Freestyle) Antoine Questel (Foil)                        |
| 2016 | Iballa Ruano Moreno (Wave)                                                                               | Alex Mussolini (Wave) Matteo Iachino (Slalom 42) Gollito Estredo (Freestyle)                                                   |
| 2015 | Wave: ohne Wertung                                                                                       | Matteo Iachino (Slalom 42) Freestyle: ohne Wertung Wave: ohne Wertung                                                          |
| 2014 | Wave: ohne Wertung                                                                                       | Arnon Dagan (Slalom 42) Gollito Estredo (Freestyle) Wave: ohne Wertung                                                         |
| 2013 | Wave: ohne Wertung                                                                                       | Antoine Albeau (Slalom 42) Kiri Thode (Freestyle) Wave: ohne Wertung                                                           |
| 2012 | Iballa Ruano Moreno (Wave)                                                                               | Philip Köster (Wave) Antoine Albeau (Slalom 42) Gollito Estredo (Freestyle)                                                    |
| 2011 | ohne Wertung                                                                                             | ohne Wertung |
| 2010 | Wave: ohne Wertung                                                                                       | Bjørn Dunkerbeck (Slalom 42) Gollito Estredo (Freestyle) Wave: ohne Wertung                                                    |
| 2009 | Iballa Ruano Moreno (Wave)                                                                               | Alex Mussolini (Wave) Antoine Albeau (Slalom 42) Taty Frans (Freestyle)                                                        |
| 2008 | Daida Ruano Moreno / Iballa Ruano Moreno (Wave)                                                          | Víctor Fernández López (Wave) Bjørn Dunkerbeck (Slalom 42) Antxon Otaegui (Freestyle)                                          |
| 2007 | Nayra Alonso (Wave)                                                                                      | Antoine Albeau (Slalom 42) Gollito Estredo (Freestyle) Wave: ohne Wertung                                                      |
| 2006 | Wave: ohne Wertung                                                                                       | Micah Buzianis (Slalom 42) Wave: ohne Wertung Freestyle: ohne Wertung                                                          |
| 2005 | Wave: ohne Wertung                                                                                       | Bjørn Dunkerbeck (Slalom 42) Wave: ohne Wertung                                                                                |
| 2004 | Wave: ohne Wertung                                                                                       | Antoine Albeau (Race) Wave: ohne Wertung                                                                                       |
| 2003 | Daida Ruano Moreno (Wave)                                                                                | Josh Angulo (Wave) Antoine Albeau (Race)                                                                                       |
| 2002 | Dorota Staszewska (Race) Wave: ohne Wertung                                                              | Kevin Pritchard (Race) Wave: ohne Wertung                                                                                      |
| 2001 | Karin Jaggi (Wave)                                                                                       | Jason Polakow (Wave) |
| 2000 | ohne Wertung                                                                                             | ohne Wertung |
| 1999 | Karin Jaggi (Overall) Karin Jaggi (Wave) Karin Jaggi (Race)                                              | Bjørn Dunkerbeck (Overall) Bjørn Dunkerbeck (Wave) Bjørn Dunkerbeck (Race)                                                     |
| 1998 | Karin Jaggi (Overall) Karin Jaggi (Race) Wave: keine Wertung                                             | Bjørn Dunkerbeck (Overall) Bjørn Dunkerbeck (Race) Wave: keine Wertung                                                         |
| 1997 | Andrea Hoeppner (Overall) Karin Jaggi (Wave) Andrea Hoeppner (Race)                                      | Bjørn Dunkerbeck (Overall) Jason Polakow (Wave) Bjørn Dunkerbeck (Race)                                                        |
| 1996 | Jutta Müller (Overall) Natalie LeLievre (Wave) Andrea Hoeppner (Race)                                    | Bjørn Dunkerbeck (Overall) Jason Polakow (Wave) Bjørn Dunkerbeck (Race)                                                        |
| 1995 | Jutta Müller (Overall) Jutta Müller (Wave) Alexandra Sensini (Race)                                      | Bjørn Dunkerbeck (Overall) Bjørn Dunkerbeck (Wave) Bjørn Dunkerbeck (Race)                                                     |
| 1994 | Jutta Müller (Overall) Natalie Siebel (Overall) Natalie Siebel (Wave) Jutta Müller (Slalom)              | Robby Naish (Overall) Robby Naish (Wave) Robert Teriitehau (Slalom)                                                            |
| 1993 | Jutta Müller (Slalom) Natalie LeLievre (Slalom) Wave: keine Wertung                                      | Bjørn Dunkerbeck (Slalom) Wave: keine Wertung                                                                                  |
| 1992 | Britt Dunkerbeck (Slalom) Wave: keine Wertung                                                            | Ralf Bachschuster (Slalom) Wave: keine Wertung                                                                                 |
| 1991 | Natalie Siebel (Overall) Natalie Siebel (Wave) Natalie Siebel (Slalom)                                   | Bjørn Dunkerbeck (Overall) Robby Naish (Wave) Bjørn Dunkerbeck (Slalom)                                                        |
| 1990 | Britt Dunkerbeck (Overall) Britt Dunkerbeck (Wave) Britt Dunkerbeck (Slalom)                             | Robby Naish (Overall) Robby Naish (Wave) Anders Bringdal (Slalom)                                                              |
| 1989 | Britt Dunkerbeck (Overall) Natalie Siebel (Wave) Britt Dunkerbeck (Slalom) Britt Dunkerbeck (Kursrennen) | Bjørn Dunkerbeck (Overall) Robby Naish (Wave) Robert Teriitehau (Slalom) Bjørn Dunkerbeck (Kursrennen)                         |
| 1988 | Nathalie LeLievre (Overall) Britt Dunkerbeck (Wave) Britt Dunkerbeck (Slalom) Jutta Müller (Kursrennen)  | Anders Bringdal (Overall) Robby Naish (Wave) Bjørn Dunkerbeck (Slalom) Anders Bringdal (Kursrennen)                            |
| 1987 | Britt Dunkerbeck (Overall) Dana Dawes (Wave) Britt Dunkerbeck (Kursrennen)                               | Robby Naish (Overall) Robby Naish (Wave) Robby Naish (Kursrennen)                                                              |
| 1986 | Martina van Soolingen (Overall) Dana Dawes (Wave) Anick Graveline (Kursrennen)                           | Robby Naish (Overall) Robby Naish (Wave) Stefan van den Berg (Kursrennen)                                                      |
| 1985 | Nathalie LeLievre (Overall) Shawne O’Neill (Wave) Nathalie LeLievre (Kursrennen)                         | Robby Naish (Overall) Robby Naish (Wave) Tim Aagesen (Kursrennen)                                                              |
| 1984 | Natalie LeLievre (Overall) Julie de Werd (Wave) Natalie LeLievre (Kursrennen) Slalom: keine Wertung      | Robby Naish (Overall) Pete Cabrinha (Wave) Robby Naish (Kursrennen) Slalom: keine Wertung                                      |
| 1983 | Keine Wettfahrt der Frauen                                                                               | Jürgen Hönscheid beim Vorläufer des Super Grand Slam                                                                           |